# Sebastian Kerk
Sebastian Kerk (* 17. April 1994 in Bad Wurzach) ist ein deutscher Fußballspieler. Der Offensivspieler steht aktuell bei Arka Gdynia unter Vertrag und ist ehemaliger Nachwuchsnationalspieler.

## Karriere

### Vereine
Kerk begann seine Laufbahn in seinem Geburtsort bei der TSG Bad Wurzach, für die er bis 2005 spielte. Nach drei Jahren in der Jugendakademie des FV Ravensburg folgte 2008 der Wechsel in die Talentschmiede des SC Freiburg, dessen weitere Jugendmannschaften er durchlief. Mit der A-Jugend (U-19) gewann er 2011 und 2012 den DFB-Junioren-Vereinspokal. Ab Sommer 2012 war er in der Freiburger Regionalligamannschaft Stammspieler. Nach sieben erzielten Toren in 19 Spielen der zweiten Mannschaft wurde er von Trainer Christian Streich für das Bundesligateam für das Heimspiel am 34. Spieltag gegen den FC Schalke 04 in die Startaufstellung nominiert. Nach 64 Minuten wurde er durch Ivan Santini ersetzt; das Spiel wurde mit 1:2 verloren. Sein erstes Bundesligator erzielte Kerk am 18. Oktober 2014 (8. Spieltag) bei der 1:2-Niederlage im Heimspiel gegen den VfL Wolfsburg mit dem Treffer zum Endstand in der 90. Minute.
Am 7. Januar 2015 wechselte Kerk auf Leihbasis bis zum 30. Juni 2016 in die 2. Bundesliga zum 1. FC Nürnberg. Für den FCN erzielte er in 30 Ligaspielen sechs Tore und wechselte nach Ende der Leihfrist ebenfalls auf Leihbasis für die Saison 2016/17 zum 1. FC Kaiserslautern, für den er in 19 Spielen zum Einsatz kam und dabei ein Tor erzielte.
Für die Saison 2017/18 kehrt er zum 1. FC Nürnberg zurück. Er zog sich am dritten Spieltag der Saison einen Achillessehnenriss zu und pausierte für die restliche Saison. Mit der Mannschaft wurde er Vizemeister der 2. Bundesliga 2018 und stieg in die Bundesliga auf. Im Jahre 2018 wurde er zweimal in der zweiten Mannschaft des FCN in der Regionalliga eingesetzt. Nach dem Bundesligaabstieg im Jahr 2019 konnte sich Kerk mannschaftsintern auf den Flügeln nicht gegen Nikola Dovedan und Robin Hack durchsetzen, im Mittelfeld wurde ihm Mannschaftskapitän Hanno Behrens vorgezogen. Mit dem Club musste er in die Abstiegsrelegation und konnte sich gegen den FC Ingolstadt 04 durchsetzen.
Zur Saison 2020/21 wechselte Kerk zum Ligakonkurrenten VfL Osnabrück und unterschrieb einen Zweijahresvertrag. Mit der Mannschaft stieg er nach verlorenen Relegationsspielen in die 3. Liga ab.
Zur Saison 2021/22 schloss er sich dem Zweitligisten Hannover 96 an.
Im August 2023 wechselte er nach Polen zu Widzew Łódź.

### Nationalmannschaft
Für die U18- und U19-Mannschaften des DFB bestritt Kerk insgesamt 18 Länderspiele mit acht Torerfolgen. Für die U20-Nationalmannschaft spielte er erstmals am 6. September 2013 in Pfullendorf, die im Rahmen einer „internationalen Spielrunde“ (mit Italien, Polen und der Schweiz) die Auswahl Polens mit 2:0 besiegte. Kerk traf dabei zum 2:0-Endstand.
Im Juli 2016 wurde Kerk als Ersatzspieler für den deutschen 18er-Kader der Olympischen Sommerspiele 2016 in Rio de Janeiro nominiert, aber nicht eingesetzt.

### Erfolge
1. FC Nürnberg
- Aufstieg in die Bundesliga: 2018

SC Freiburg
- DFB-Junioren-Vereinspokal-Sieger: 2011, 2012